# Hangar 13
Hangar 13  — дочірня студія компанії «2K Games», що займається розробленням відеоігор, розташована в місті Сан-Франциско, Сполучені Штати Америки. Підприємство утворене 2014 року під керівництвом Гейдена Блекмена.

## Історія
Студія заснована компанією «2K Games» у 2014 році. Головою студії став Гейден Блекман. У 2015 році стало відомо, що Hangar 13 займається розробленням продовження серії відеоігор «Mafia». 7 жовтня 2016 відбувся реліз Mafia III, яка стала першою грою студії. Відеогра хоч і отримала низькі оцінки оглядачів та гравців, проте Mafia III стала комерційно успішною. Було розповсюджено понад 5 мільйонів копій відеогри.
Бажаючи поліпшити роботу студії та зменшити її витрати, у лютому 2018 року було суттєво скорочено команду співробітників. 
На середину травня 2020 року стало відомо, що студія займається перевипуском другої та третьої частин Mafia, а також повноцінним римейком першої частини — Mafia: The City of Lost Heaven.
У листопаді 2021 року було підтверджено, що неанонсована гра Volt від Hangar 13 була скасована Take-Two Interactive після того, як витрати на виробництво склали 53 мільйони доларів . У травні 2022 року Блекман оголосив про свій майбутній відхід з компанії. Його наступником мав стати керівник студії Hangar 13 у Брайтоні Нік Бейнс. Пізніше того ж місяця, після того, як Бейнс очолив компанію, Hangar 13 звільнила людей у чотирьох своїх студіях, з яких у штаб-квартирі в Новато було звільнено 50 з 87 співробітників. Повідомлялося, що Hangar 13 перебувала на ранніх стадіях розробки приквелу до Mafia: Trilogy, а також нової частини серії Top Spin; Hangar 13 також чекає на зелене світло від своєї материнської компанії, щоб почати розробку п'ятої частини серії Mafia разом з її приквелом, як описує Бейнс, щоб зберегти своїх розробників у студії для плавного переходу від однієї гри до іншої.
Блекмен покинув компанію Hangar 13 у травні 2022 року, а його місце зайняв Бейнс . У серпні 2022 року було підтверджено початок розробки нової гри Mafia . Згідно зі сторінкою гри в Steam, Mafia: The Old Country буде випущена в 2025 році .

## Розроблені відеоігри
- Mafia III (2016; Microsoft Windows, macOS, PlayStation 4, Xbox One)
- Mafia: Definitive Edition (2020; Microsoft Windows, macOS, PlayStation 4, Xbox One)
- TopSpin 2K25 (2024); Microsoft Windows, PlayStation 4, PlayStation 5, Xbox One, Xbox Series X/S
- Mafia: The Old Country (2025)[13];